# Stephen Snijders
Stephen "Steve" Snijders (ur. 1982) – kanadyjski zapaśnik w stylu wolnym. Brązowy medal mistrzostw panamerykańskich w 2010 roku.